# Касіярово
Касія́рово (рос. Касиярово, башк. Ҡасияр) — присілок у складі Бураєвського району Башкортостану, Росія. Входить до складу Тазларовської сільської ради.
Населення — 191 особа (2010; 204 у 2002).
Національний склад:
- удмурти — 92 %